# República de Cospaia
La República de Cospaia (dialecto local: Republica de' Cošpäja) fue durante siglos una minúscula república independiente, situada entre los Estados de la Iglesia y la República de Florencia (entonces el Gran Ducado de Toscana). 
Cospaia estaba ubicado dentro de la Italia moderna, en el norte de Umbría. Independiente desde 1440 hasta 1826. Estaba ubicado en lo que ahora es la aldea (frazione) de Cospaia en la comuna de San Giustino en la Provincia de Perugia.
Aunque el territorio se extiende sobre unas 330 hectáreas o 3,3 km² (2 km de longitud y 500 m de ancho), los habitantes hicieron tesoro de la situación y aprovecharon la oportunidad para desarrollar uno de los primeros centros de cultivo de tabaco en Italia. Todavía hoy  ciertas variedades de tabaco se definen con el nombre de Cospaia. Después de varios siglos de existencia, Cospaia se convirtió en un refugio de comerciantes de tabaco, considerados contrabandistas por los Estados vecinos, en los que este producto estaba prohibido. Finalmente, el 26 de junio de 1826, mediante un acto de sumisión por parte de los catorce representantes del territorio, se convirtió en parte de los Estados Pontificios.

## Historia
Cospaia obtuvo inesperadamente su independencia en 1440 después de que el Papa Eugenio IV, envuelto en una lucha con el Concilio de Basilea, hiciera una venta de territorio a la República de Florencia. Por error, una pequeña franja de tierra no se mencionó en el tratado de venta y sus habitantes se declararon independientes.
El malentendido se debió a que, a unos 500 metros del arroyo que iba a establecer el deslinde (simplemente llamado "Río"), había otro arroyo con el mismo nombre. Los delegados de la república florentina consideraron el "Río" que estaba situado más al norte como la nueva delimitación, mientras que los delegados de los Estados Pontificios lo consideraron el más al sur. Así se formó una especie de terra nullius cuyos habitantes se declararon independientes, ya no sujetos a ninguna autoridad. En 1484 su autonomía fue reconocida formalmente tanto por Florencia como por los Estados Pontificios, considerando que no valía la pena rehacer tratados con respecto a una frontera ya complicada.
El 25 de mayo de 1826, Cospaia fue dividida entre Toscana y los Estados Pontificios. El tratado fue firmado por los catorce jefes de familia restantes de Cospaia, a cambio de una moneda de plata, y se les permitió cultivar hasta medio millón de plantas de tabaco al año.

### Nacimiento de la república
La república, como forma de gobierno, era extremadamente rara hasta la Revolución francesa. Las repúblicas marítimas (con instituciones aristocráticas), la República de San Marino y la presunta República de Senarica (en Abruzos) existieron, con un dux como en Venecia, pero su existencia real no ha sido probada históricamente con la documentación adecuada.
Los cospaiesi prefirieron basar su independencia en la libertad total de los habitantes, todos titulares de soberanía no confiados a ningún órgano de poder, a diferencia de otros estados. Cospaia también tenía una bandera oficial, que todavía se usa en algunas ocasiones. La pancarta se caracterizó por un campo negro y blanco dividido en diagonal. En el escudo de armas apareció el pueblo entre los dos pequeños arroyos, con dos peces a la derecha y el plan de Nicotiana tabacum a la izquierda, arriba estaba el lema y los años de la república.
Los habitantes de Cospaia no tenían, por lo tanto, obligaciones tributarias ni con los Estados Pontificios ni con el Gran Ducado de Toscana, y las mercancías que pasaban por el territorio no estaban sujetas a aranceles; por lo tanto, era una zona económica libre y un estado tapón entre las dos potencias. Aunque Cospaia se extendía sobre apenas 330 hectáreas (2 kilómetros de largo y unos 500 metros de ancho), los 250 habitantes atesoraban la situación y la aprovechaban para incrementar el cultivo del tabaco, de los primeros en la península itálica. Incluso ahora, algunas variedades de tabaco se definen con el nombre de cospaia.
Cospaia fue uno de los primeros centros de producción de tabaco dentro de Italia, utilizando 25 hectáreas de suelo fértil para cultivarlo. Una de las razones de la prosperidad de Cospaia fue que era el único lugar en Italia que no siguió la prohibición papal del cultivo del tabaco, asegurando así el monopolio de la producción.

### Forma de gobierno
La República de Cospaia no tenía un gobierno formal ni un sistema legal oficial. No había cárceles ni prisiones y no había ejército o policía permanente. A la cabeza de la administración estaba el Consejo de Ancianos y Jefes de Familia, el cual era convocado para la toma de decisiones y funciones judiciales. El cura de San Lorenzo también participaba en las reuniones del "Consejo de Ancianos", como "presidente", cargo que compartía con un miembro de la familia Valenti, la más importante del país. Las reuniones del consejo se celebraron en la casa Valenti hasta 1718, cuando el consejo comenzó a reunirse en la Iglesia de la Anunciación, donde permanecería hasta la disolución de la república. En el arquitrabe de la puerta de la iglesia todavía se puede leer la única ley escrita de la pequeña república: Perpetua et firma libertas ("Libertad perpetua y segura"). Esta frase en latín también estaba grabada en la campana parroquial. Aunque la república no tenía aranceles, no está claro que no tuviera impuestos, ya que pudo haber tenido un impuesto no oficial en forma de tasa municipal, aunque esto aún se está debatiendo. Si existiera, las familias que no pagaran habrían sido excomulgadas y obligadas a huir de la república a una "amplia zona de escape para exiliados alrededor de Cospaia".
Tras varios siglos de existencia, Cospaia quedó reducida a un mero receptáculo de contrabando. El concepto de libertad quedó algo empañado en favor de sus privilegios, que atraían a personas de todo tipo, por razones económicas o para escapar de la justicia de los dos grandes estados colindantes. Esta situación no era inusual en los pequeños estados, especialmente en los "fronterizos".

### Fin de la república
Después del final de la Era Napoleónica, el 26 de junio de 1826, con un acto de sumisión de catorce representantes de la república, Cospaia pasó a formar parte de los Estados Pontificios: cada habitante de Cospaia, como "compensación", obtuvo una moneda de plata papal y el autorización para continuar con el cultivo del tabaco, que pasó a manos de ricos terratenientes locales como los Collacchioni y los Giovagnoli, que compraron la mayor parte del territorio comprendido dentro de las fronteras de la antigua república. Luego extendieron la producción de tabaco a todo el valle, imponiéndolo como principal producto agrícola.